# Royal Mail Ship

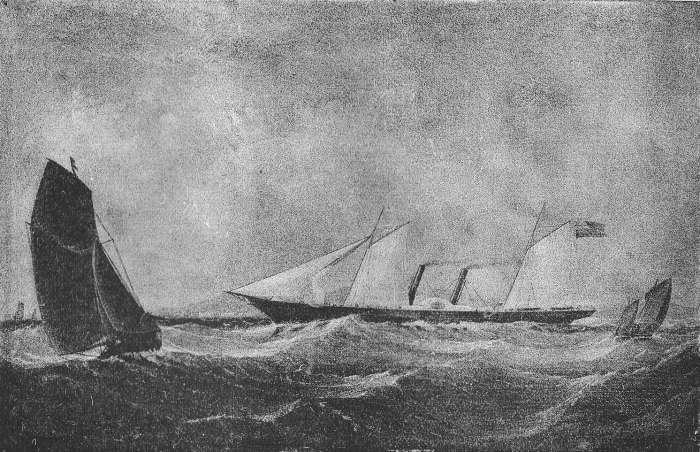
De Prince Arthur, een van de eerste Royal Mail Ships van de City of Dublin Steam Packet Company op de route Holyhead-Dún Laoghaire

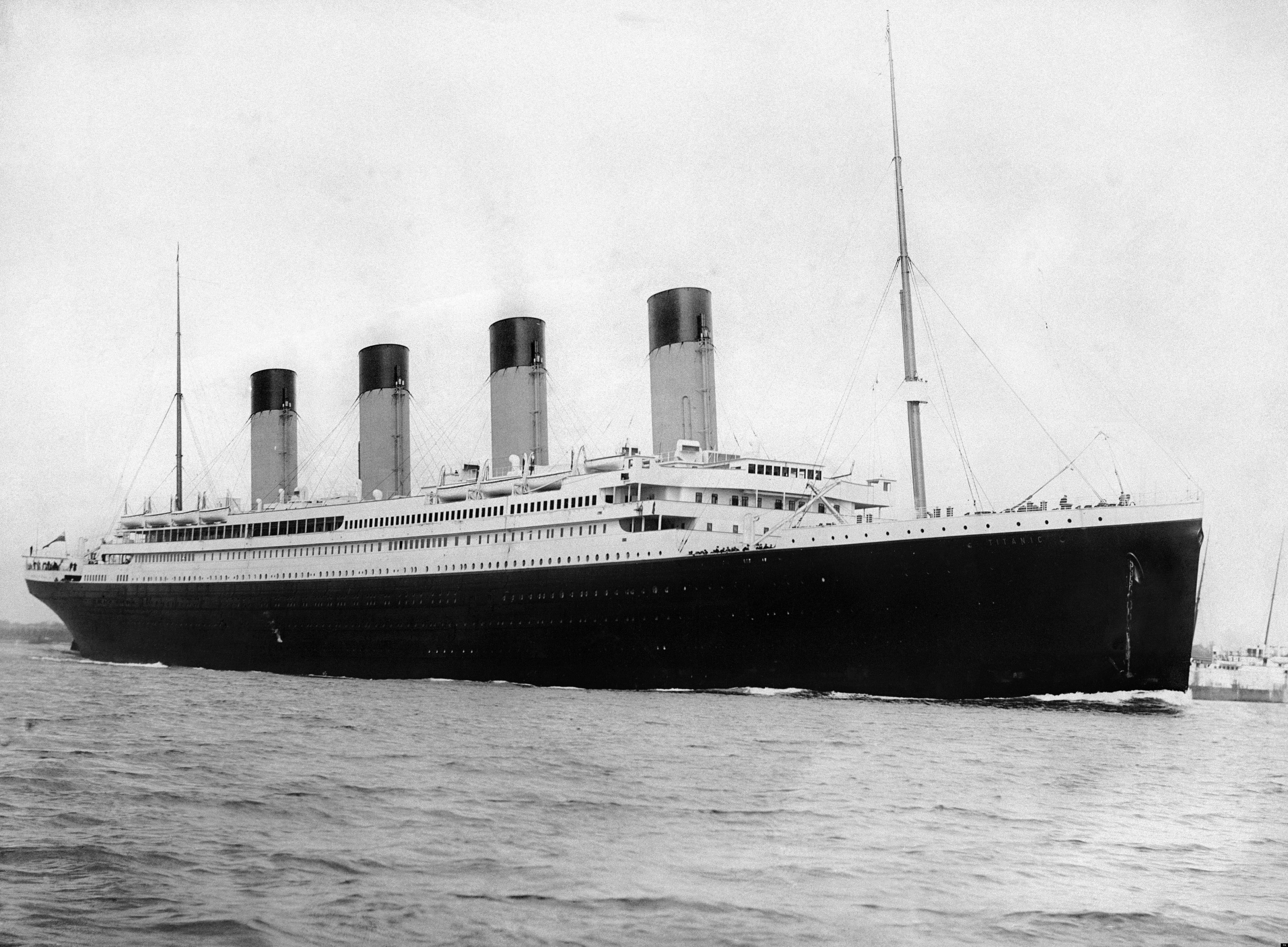
De Titanic bij zijn eerste vertrek als Royal Mail Ship

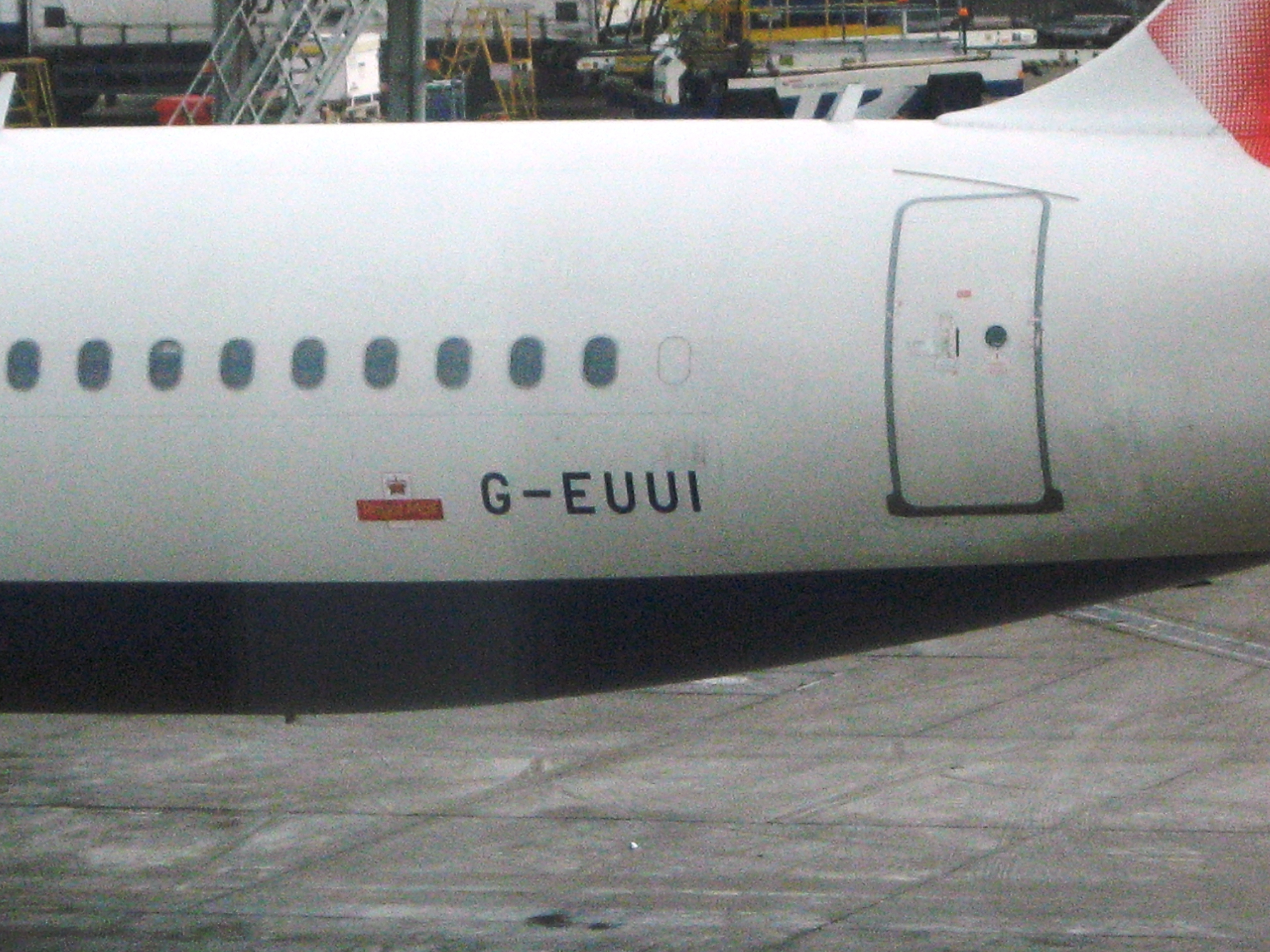
Voortzetting van een oude traditie, het Royal Mail-kroontje op een vliegtuig van British Airways

Een Royal Mail Ship is een zeeschip dat voor de Britse Royal Mail post vervoert. Schepen waarvan de rederij een contract met Royal Mail sluit zijn gemachtigd deze naam, of de meer gebruikte afkorting RMS te voeren voor de naam van het schip. Naast de titel mag het schip ook het postvendel voeren en de kroon van het Royal Mail-logo gebruiken op de voorwerpen eigen aan het schip en in de vormgeving van de huisstijl gebruikt voor de scheepscommunicatie.
Voor 1850 werd het posttransport toevertrouwd aan schepen van de Royal Navy, onder directie van de Admiraliteit van Engeland. Vanaf 1850 mochten ook schepen van private rederijen meedingen naar postcontracten. De schepen die het RMS-predicaat mochten voeren werden beschouwd als betrouwbaar, en dit leverde voor de betrokken rederij een concurrentievoordeel op. RMS-schepen dienden zich strikt aan de in het contract voorziene tijden te houden, de rederij was een boete verschuldigd aan Royal Mail per minuut dat een postschip te laat in de haven van bestemming aankwam. Bekende en lucratieve postroutes waren Holyhead-Dún Laoghaire over de Ierse Zee en Southampton-New York over de Atlantische Oceaan.
De laatste decennia is langeafstandsposttransport overgegaan naar het vliegverkeer. Vandaar dat een aantal vliegtuigen van British Airways een kroontje met onderschrift Royal Mail voeren.
Er zijn nog maar drie schepen die het predicaat RMS mogen voeren. De RMS Segwun is een passagiersschip uit 1887 dat in Gravenhurst in het Canadese Ontario nog steeds een lijndienst onderhoudt op het Muskokameer. De RMS Helena is een schip dat, bij afwezigheid van een vliegveld, de lijndienst naar het Britse  eiland Sint-Helena onderhoudt. De RMS Queen Mary 2 uit 2004 is een schip dat de titel eerder uit nostalgische redenen mag voeren, als eerbetoon aan de rederij Cunard en hun staat van dienst op de lijn Southampton-New York.
Enkele bekende schepen die onder contract voor Royal Mail post vervoerden:
- RMS Britannia (1840)
- RMS Persia (1856)
- RMS Oceanic (1871)
- RMS Carpathia (1903)
- RMS Mauretania (1906)
- RMS Empress of Ireland (1906)
- RMS Lusitania (1907)
- RMS Olympic (1911)
- RMS Titanic (1912)
- RMS Fort Victoria (1913)
- RMS Berengaria (1913)
- RMS Aquitania (1914)
- RMS Britannic (1915)
- RMS Laconia (1922)
- RMS Majestic (1922)
- RMS Empress of Britain (1931)
- RMS Queen Mary (1936)
- RMS Mauretania (1938)
- RMS Queen Elizabeth (1940)
- RMS Queen Elizabeth 2 (1969)
- RMS Queen Mary 2 (2004)